# Esquí alpí als Jocs Olímpics d'hivern de 2006 - Combinada femenina
Als Jocs Olímpics d'Hivern de 2006 celebrats a la ciutat de Torí (Itàlia) es disputà una prova femenina de combinada d'esquí alpí, que unida a la resta de proves conformà el programa oficial dels Jocs. Aquesta fou l'última vegada que s'utilitzà el "format tradicional de la combinada" (una mànega de descens i dues de d'eslàlom), en la següent edició olímpica es realitzà l'anomenada "super combinada" (una mànega de descens i una d'eslàlom).
La prova es disputà entre els dies 17 i 18 de febrer de 2006 a les instal·lacions de Cesana San Sicario. Hi participaren un total de 45 esquiadores de 20 comitès nacionals diferents.

## Resum de medalles
| Or              | Argent         | Bronze      |
| Janica Kostelić | Marlies Schild | Anja Pärson |

## Resultats
| Pos. | Nom                        | CON                 | Descens        | Eslàlom 1      | Eslàlom 2    | Temps   | Dif.   |
| ---- | -------------------------- | ------------------- | -------------- | -------------- | ------------ | ------- | ------ |
| 1    | Janica Kostelić            | Croàcia             | 38.65          | 43.03          | 1:29.40      | 2:51.08 |        |
| 2    | Marlies Schild             | Àustria             | 38.39          | 42.83          | 1:30.36      | 2:51.58 | +0.50  |
| 3    | Anja Pärson                | Suècia              | 38.75          | 43.31          | 1:29.57      | 2:51.63 | +0.55  |
| 4    | Kathrin Zettel             | Àustria             | 38.77          | 42.98          | 1:30.66      | 2:52.41 | +1.33  |
| 5    | Nicole Hosp                | Àustria             | 38.75          | 43.32          | 1:31.14      | 2:53.21 | +2.13  |
| 6    | Michaela Kirchgasser       | Àustria             | 38.99          | 43.47          | 1:31.02      | 2:53.48 | +2.40  |
| 7    | Martina Ertl-Renz          | Alemanya            | 39.28          | 43.92          | 1:31.08      | 2:54.28 | +3.20  |
| 8    | Jessica Lindell-Vikarby    | Suècia              | 40.04          | 44.96          | 1:30.19      | 2:55.19 | +4.11  |
| 9    | Julia Mancuso              | Estats Units        | 39.79          | 44.81          | 1:30.84      | 2:55.44 | +4.36  |
| 10   | Brigitte Acton             | Canadà              | 40.18          | 44.59          | 1:30.98      | 2:55.75 | +4.67  |
| 11   | Resi Stiegler              | Estats Units        | 39.08          | 44.36          | 1:32.35      | 2:55.79 | +4.71  |
| 12   | Janette Hargin             | Suècia              | 40.06          | 44.78          | 1:31.29      | 2:56.13 | +5.05  |
| 13   | Emily Brydon               | Canadà              | 40.94          | 45.65          | 1:29.92      | 2:56.51 | +5.43  |
| 14   | Nike Bent                  | Suècia              | 40.66          | 45.83          | 1:30.13      | 2:56.62 | +5.54  |
| 15   | Veronika Zuzulová          | Eslovàquia          | 39.68          | 43.67          | 1:33.28      | 2:56.63 | +5.55  |
| 16   | Monika Bergmann-Schmuderer | Alemanya            | 40.37          | 43.89          | 1:32.54      | 2:56.80 | +5.72  |
| 17   | Kaylin Richardson          | Estats Units        | 40.45          | 44.55          | 1:31.83      | 2:56.83 | +5.75  |
| 18   | Marie Marchand-Arvier      | França              | 41.04          | 44.62          | 1:31.45      | 2:57.11 | +6.03  |
| 19   | Šárka Záhrobská            | Txèquia             | 40.26          | 44.50          | 1:32.38      | 2:57.14 | +6.06  |
| 20   | Nadia Fanchini             | Itàlia              | 40.90          | 46.21          | 1:30.04      | 2:57.15 | +6.07  |
| 21   | Petra Robnik               | Eslovènia           | 40.54          | 44.84          | 1:32.02      | 2:57.40 | +6.32  |
| 22   | Lucie Hrstková             | Txèquia             | 40.96          | 46.19          | 1:32.42      | 2:59.57 | +8.49  |
| 23   | Soňa Maculová              | Eslovàquia          | 40.53          | 45.63          | 1:34.09      | 3:00.25 | +9.17  |
| 24   | Petra Zakouřilová          | Txèquia             | 40.46          | 45.72          | 1:34.59      | 3:00.77 | +9.69  |
| 25   | Carolina Ruiz              | Espanya             | 41.74          | 46.47          | 1:32.72      | 3:00.93 | +9.85  |
| 26   | Macarena Simari            | Argentina           | 40.99          | 45.95          | 1:35.72      | 3:02.66 | +11.58 |
| 27   | Wendy Siorpaes             | Itàlia              | 42.66          | 48.48          | 1:31.71      | 3:02.85 | +11.77 |
| 28   | Dagný Kristjánsdóttir      | Islàndia            | 44.23          | 48.37          | 1:31.65      | 3:04.25 | +13.17 |
| 29   | María Belén Simari         | Argentina           | 41.55          | 47.08          | 1:36.72      | 3:05.35 | +14.27 |
| 30   | Noelle Barahona            | Xile                | 47.62          | 56.39          | 1:42.61      | 3:26.62 | +35.54 |
| —    | Fränzi Aufdenblatten       | Suïssa              | 41.22          | 47.23          | no sortí     | -       |        |
| —    | Nika Fleiss                | Croàcia             | 40.29          | 45.00          | no finalitzà | -       |        |
| —    | Lindsey Kildow             | Estats Units        | 39.86          | no finalitzà   | -            | -       |        |
| —    | Urška Rabič                | Eslovènia           | 40.61          | no finalitzà   | -            | -       |        |
| —    | Daniela Merighetti         | Itàlia              | 41.41          | desqualifidada | -            | -       |        |
| —    | Andrea Casasnovas          | Espanya             | no finalitzà   | -              | -            | -       |        |
| —    | Miriam Vázquez             | Argentina           | no finalitzà   | -              | -            | -       |        |
| —    | Anne-Sophie Barthet        | França              | no finalitzà   | -              | -            | -       |        |
| —    | Jelena Lolović             | Sèrbia i Montenegro | no finalitzà   | -              | -            | -       |        |
| —    | Shona Rubens               | Canadà              | no finalitzà   | -              | -            | -       |        |
| —    | Eva Hučková                | Eslovàquia          | no finalitzà   | -              | -            | -       |        |
| —    | Jana Gantnerová            | Eslovàquia          | no finalitzà   | -              | -            | -       |        |
| —    | Alexandra Coletti          | Mònaco              | no finalitzà   | -              | -            | -       |        |
| —    | Chirine Njeim              | Líban               | no finalitzà   | -              | -            | -       |        |
| —    | Chemmy Alcott              | Regne Unit          | desqualificada | -              | -            | -       |        |